# Spokane Art Center

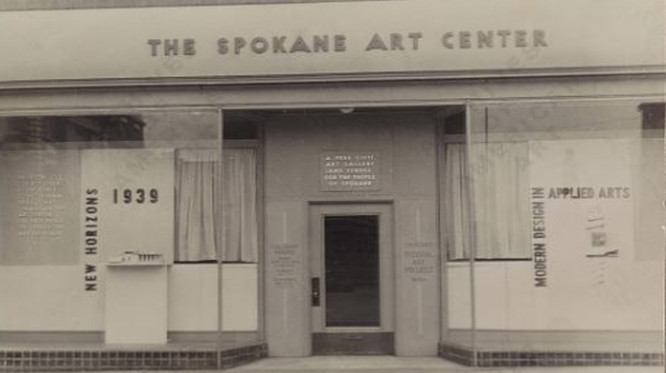
Spokane Art Center, Eingang, 1939

Das Spokane Art Center war eine kommunale Kunstschule und Kunsthalle in Spokane, Washington, die am 29. September 1938 als Teil des Federal Art Project (FAP) der Works Progress Administration (WPA) während der Weltwirtschaftskrise eröffnet wurde. Es hatte zum Ziel, Kunst der breiten Öffentlichkeit zugänglich zu machen, Bildung zu vermitteln und das Engagement der Gemeinschaft durch praktische Kunsterfahrung zu fördern. Das Zentrum bot kostenlose Kunstausstellungen, mehr als zwei Dutzend wöchentliche Kurse und Vorlesungen an, die im ersten Jahr mehr als 2000 Besucher pro Monat anzogen und mehr als 800 Studenten einschlossen.

## Geschichte
Während der Weltwirtschaftskrise sorgte die Works Progress Administration von Präsident Roosevelt dafür, dass Amerikaner bei Großprojekten wie dem Grand Coulee Dam wieder Arbeit fanden. Roosevelts Programme schufen auch Kulturprogramme wie das Spokane Art Center.
Zwischen 1936 und 1942 unterstützte das Federal Art Project in Zusammenarbeit mit Bürgern im ganzen Land die Entwicklung von über 100 Community Art Centers.  Während der kurzen Laufzeit des Programms nutzten Millionen von Amerikanern, darunter Zehntausende von Washingtonern, die Angebote ihrer lokalen Zentren. Nie zuvor hatten so viele Einwohner mit so unterschiedlichen geografischen, wirtschaftlichen und ethnischen Hintergründen Zugang zu so hochwertigen künstlerischen Ressourcen und Bildungsmöglichkeiten. Obwohl das Spokane Art Center nur von kurzer Dauer war und von finanziellen und personellen Schwierigkeiten geplagt wurde, ist es ein Zeugnis für den Einfallsreichtum, die Neugier und den Gemeinschaftssinn der Bewohner des Staates Washington in den Tagen der Weltwirtschaftskrise.
Das Spokane Art Center war die fünfzigste kostenlose Gemeinschaftskunstschule, die unter dem Federal Art Project gegründet wurde. Die Einrichtung entstand durch Treffen zwischen dem FAP-Direktor des Bundesstaates Washington, R. Bruce Inverarity, und Mitgliedern der Spokane Arts Association, von denen viele später dem Vorstand des Zentrums beitraten. Trotz seiner anfänglichen Opposition gegen Präsident Franklin D. Roosevelt und dessen New-Deal-Programme unterstützte der lokale Zeitungsverleger und Geschäftsmagnat William H. Cowles das Projekt.
In den ersten Betriebsjahren florierte das Zentrum. Das Personal veröffentlichte ein lokales Kunstjournal, organisierte Vorträge und stellte der Gemeinschaft Räume für Treffen zur Verfügung. In den ersten fünfeinhalb Monaten besuchten 13.000 Menschen das Zentrum, um eine Reihe von dreiwöchigen Ausstellungen zu sehen. Trotz dieses Erfolges sah sich das Zentrum mit finanzieller Unsicherheit, häufigem Personalwechsel und politischen Herausforderungen konfrontiert. Interne Konflikte und Meinungsverschiedenheiten über die Ausrichtung des Zentrums führten schließlich zur Schließung im Jahr 1942.